# Березище
Березище (пол. Berezyszcze) — село в Польщі, у гміні Черемха Гайнівського повіту Підляського воєводства. Населення — 38 осіб (2011).

## Історія
У 1975—1998 роках село належало до Білостоцького воєводства.

## Демографія
Демографічна структура станом на 31 березня 2011 року:
|          | Загалом | Допрацездатний вік | Працездатний вік | Постпрацездатний вік |
| -------- | ------- | ------------------ | ---------------- | -------------------- |
| Чоловіки | 19      | 1                  | 13               | 5                    |
| Жінки    | 19      | 3                  | 10               | 6                    |
| Разом    | 38      | 4                  | 23               | 11                   |